# Hacienda San Pedro de Ovando
La Hacienda San Pedro de Ovando es un sitio histórico situado en el municipio de Acatzingo, ubicado en el estado de Puebla, México.

## Historia
Fue edificada en el siglo XVIII, por el Marqués Agustín de Ovando y Núñez de Villavicencio, esta hacienda tuvo 12000 hectáreas y se dedicó al cultivo de trigo, maíz, frijol. Entre algunos personajes relevantes que se hospedaron aquí destacan el emperador Maximiliano de Habsburgo y su esposa Carlota de Bélgica, en el trayecto de su llegada desde el puerto de Veracruz hasta la Ciudad de México.